# Razee
Ein Razee oder Rasee ist ein Segelschiff, bei dem ein Deck entfernt (engl. „razeed“) worden ist. Das Wort wurde sowohl als Verb und als Nomen benutzt und leitete sich ursprünglich vom französischen "raser" (deutsch: abschneiden) ab.
Typischerweise wurden Schiffe, die durch die Weiterentwicklung des Schiffbaus und der Waffentechnik überholt waren, durch das Abbrechen eines Decks oder von Aufbauten neuen Bedürfnissen angepasst. „Razees“ sind deshalb charakteristisch für derartige Übergangsphasen.
In der zweiten Hälfte des 17. Jahrhunderts entfernte man bei Galeonen die hoch aufragenden Aufbauten des Achterdecks und des Bugs. Dadurch waren die Schiffe leichter, beweglicher, weniger toplastig und besser zu segeln, ohne dass sie an Feuerkraft verloren.
Bei den klassischen Razees handelte es sich um Linienschiffe, die im späten 18. Jahrhundert oder frühen 19. Jahrhundert durch Entfernen eines Decks zu Fregatten umgebaut wurden. Häufig handelte es sich dabei um 64-Kanonen-Zweidecker-Linienschiffe, die in dieser Zeit durch die größeren und schwerer bewaffneten 74-Kanonen-Schiffe abgelöst wurden. Zwar setzte man die alten 64er teilweise weiter ein (ein Beispiel ist Nelsons HMS Agamemnon), in anderen Fällen wurden sie jedoch ausgemustert oder zu Razees gemacht. Diese Schiffe hatten den Vorteil, dass sie schwerer und robuster als die üblichen Fregatten gebaut waren und eine vergleichsweise schwere Bewaffnung tragen konnten. Nachteilig war jedoch, dass das verbliebene untere Geschützdeck tiefer lag als bei einer als Eindecker gebauten Fregatte, was den Waffeneinsatz bei stärkeren Krängungen oder höhergehender See unmöglich machte. Ein berühmtes Beispiel für einen erfolgreichen Razee dieser Art der Royal Navy ist HMS Indefatigable (1784), das Schiff von Sir Edward Pellew. In einigen Fällen wurden auch 74er zu Razees gemacht, z. B. wenn sie durch Gefechts- oder sonstige Schäden und Defekte oder aus anderen Gründen als Linienschiffe nicht mehr verwendet werden konnten oder sollten. Ein Beispiel dafür ist HMS Majestic, ein 74-Kanonen-Linienschiff, das als Razee 54 Kanonen trug und 1815 an der Eroberung der US-Fregatte President beteiligt war.
Eine weitere Generation von Razees entstand in den 1850er Jahren, als einige der letzten Segelfregatten durch das Entfernen eines Decks in große Sloops umgewandelt wurden. Im Hintergrund stand die Weiterentwicklung der Schiffsartillerie in diesen Jahren, die die Ausrüstung von Kriegsschiffen mit großkalibrigeren Geschützen erlaubte. Eine ehemalige Fregatte verschoss auf diese Weise nach ihrer Umwandlung in eine 20-Kanonen-Sloop eine schwerere Breitseite als zuvor und kam gleichzeitig mit einer wesentlich kleineren Besatzung aus. Darüber hinaus verliehen Rumpfkonstruktion und Besegelung diesen Sloops hervorragende Segeleigenschaften.

## Razee (Auswahl)

### Frankreich
- Bordelais, 58-Kanonen-Linienschiff zu 40-Kanonen-Fregatte (1779)
- Scévola, 74-Kanonen-Linienschiff zu 54-Kanonen-Fregatte (1793)
- Argonaute-Klasse, zwei 74-Kanonen-Linienschiffe zu 42- bzw. 52-Kanonen-Fregatten (1793–94)
- Hercule, 74-Kanonen-Linienschiff zu 50-Kanonen-Fregatte (1794)

### Großbritannien
- Namur, 90-Kanonen-Linienschiff zu 74-Kanonen-Linienschiff (1745)
- Marlborough, 90-Kanonen-Linienschiff zu 68-Kanonen-Linienschiff (1752)
- Royal William, ein 100-Kanonen-Linienschiff zu 84-Kanonen-Linienschiff (1756)
- Anson, 64-Kanonen-Linienschiff zu 44-Kanonen-Fregatte (1794)
- Magnanime, 64-Kanonen-Linienschiff zu 44-Kanonen-Fregatte (1795)
- Indefatigable, 64-Kanonen-Linienschiff zu 44-Kanonen-Fregatte (1799)
- Namur, 90-Kanonen-Linienschiff zu 74-Kanonen-Linienschiff (1805)
- Windsor Castle, 98-Kanonen-Linienschiff zu 74-Kanonen-Linienschiff (1813)
- Majestic, 74-Kanonen-Linienschiff zu 58-Kanonen-Fregatte (1813)
- Eagle, 74-Kanonen-Linienschiff zu 50-Kanoonen-Fregatte (1830)
- Gloucester, 74-Kanonen-Linienschiff zu 50-Kanonen-Fregatte (1831)
- Prince Regent, 120-Kanonen-Linienschiff zu 92-Kanonen-Linienschiff (1847)

### Russland
- Swjatoi-Pawel-Klasse, drei 80-Kanonen-Linienschiffe zu 72-Kanonen-Linienschiffen (1772)

### Vereinigte Staaten von Amerika
- USS Independence, 90-Kanonen-Linienschiff zu 54-Kanonen-Fregatte (1836)